# Michela Angeloni
Michela Angeloni (Bergamo, 29 settembre 1984) è una hockeista su ghiaccio italiana.

## Carriera
Nella sua lunga carriera ha giocato quasi sempre nel massimo campionato italiano, dove ha vestito le maglie delle Lario Halloween, del Fassa femminile, delle Eagles Bolzano (nelle cui file ha vinto lo scudetto 2003-2004), dell'EV Bozen Eagles (in sei stagioni capaci di vincere cinque scudetti e la EWHL 2013-2015), dell'Agordo (con cui ha disputato in prestito dalle Eagles la EWHL), delle Alleghe Girls, del Como femminile, delle Girls Project di Aosta e del Varese femminile.
L'unica stagione giocata all'estero è stata quella 2001-2002, nel massimo campionato elvetico con le Lugano Ladies, con le quali ottenne la salvezza.
Con la maglia della nazionale azzurra ha giocato otto edizioni dei mondiali e i giochi olimpici di Torino 2006.
Pratica anche il roller derby, ed ha fatto parte della nazionale italiana.

## Palmarès
- Campionato italiano femminile: 6

Eagles Bolzano: 2003-2004
EV Bozen Eagles: 2009-2010, 2010-2011, 2011-2012, 2012-2013, 2013-2014
- Coppa Italia: 1

EV Bozen Eagles: 2011-2012
- EWHL: 1

EV Bozen Eagles: 2013-2014